# Polyphlebium
Polyphlebium es un género de helechos perteneciente a la familia Hymenophyllaceae. El género fue presentado por Edwin Bingham Copeland y publicado en Philippine Journal of Science  67: 55 en el año 1938.

## Especies
- Polyphlebium angustatum  	(Carmich.) Ebihara & Dubuisson
- Polyphlebium capillaceum 	(L.) Ebihara & Dubuisson
- Polyphlebium diaphanum 	(Kunth) Ebihara & Dubuisson
- Polyphlebium hymenophylloides 	(Bosch) Ebihara & Dubuisson
- Polyphlebium pyxidiferum 	(L.) Ebihara & Dubuisson
- Polyphlebium venosum 	(R.Br.) Copel.